# Sagna (Neamț)
Sagna è un comune della Romania di 5 039 abitanti, ubicato nel distretto di Neamț, nella regione storica della Moldavia. 
Il comune è formato dall'unione di 3 villaggi: Luțca, Sagna, Vulpășești.
Nel corso del 2004 il villaggio di Gâdinți si è staccato da Sagna, andando a formare un comune autonomo.